# Куенминг
Куенминг (кин: 昆明, Kūnmíng) град је на југу Кине и главни је град покрајине Јунан. Град се налази на сјеверној обали језера Дијан и има тоталну порвршину од 21.501 km². Према процени из 2009. у граду је живело 1.086.452 становника.

## Географија

### Клима
| Клима (Куенминг)           | Клима (Куенминг) | Клима (Куенминг) | Клима (Куенминг) | Клима (Куенминг) | Клима (Куенминг) | Клима (Куенминг) | Клима (Куенминг) | Клима (Куенминг) | Клима (Куенминг) | Клима (Куенминг) | Клима (Куенминг) | Клима (Куенминг) | Клима (Куенминг) |
| Показатељ \ Месец          | .Јан.            | .Феб.            | .Мар.            | .Апр.            | .Мај.            | .Јун.            | .Јул.            | .Авг.            | .Сеп.            | .Окт.            | .Нов.            | .Дец.            | .Год.            |
| -------------------------- | ---------------- | ---------------- | ---------------- | ---------------- | ---------------- | ---------------- | ---------------- | ---------------- | ---------------- | ---------------- | ---------------- | ---------------- | ---------------- |
| Средњи максимум, °C (°F)   | 15,1 (59,2)      | 17,1 (62,8)      | 20,4 (68,7)      | 23,5 (74,3)      | 24,6 (76,3)      | 23,8 (74,8)      | 23,9 (75)        | 23,9 (75)        | 22,5 (72,5)      | 20,3 (68,5)      | 17,3 (63,1)      | 15,0 (59)        | 20,6 (69,1)      |
| Просек, °C (°F)            | 7,6 (45,7)       | 9,5 (49,1)       | 12,6 (54,7)      | 16,1 (61)        | 18,9 (66)        | 19,6 (67,3)      | 19,7 (67,5)      | 19,1 (66,4)      | 17,5 (63,5)      | 15,0 (59)        | 11,3 (52,3)      | 7,9 (46,2)       | 14,6 (58,3)      |
| Средњи минимум, °C (°F)    | 1,5 (34,7)       | 2,9 (37,2)       | 5,5 (41,9)       | 9,1 (48,4)       | 13,9 (57)        | 16,3 (61,3)      | 16,8 (62,2)      | 15,9 (60,6)      | 14,2 (57,6)      | 11,5 (52,7)      | 6,9 (44,4)       | 2,5 (36,5)       | 9,7 (49,5)       |
| Количина падавина, mm (in) | 11,7 (4,61)      | 12,4 (4,88)      | 16,2 (6,38)      | 26,8 (10,55)     | 91,9 (36,18)     | 173,2 (68,19)    | 204,8 (80,63)    | 205,9 (81,06)    | 121,6 (47,87)    | 88,6 (34,88)     | 40,1 (15,79)     | 13,5 (5,31)      | 1.006,7 (396,34) |
| [ тражи се извор ]         |                  |                  |                  |                  |                  |                  |                  |                  |                  |                  |                  |                  |                  |

## Историја
Године 279. п. н. е. настало је прво мјесто на данашњој територији града Куенминг. 765. године основан је Туадонг, који је под монголском влашћу преименован у Куенминг.
У 13. веку Марко Поло је посјетио Куенминг као први страни истраживач. У 14. веку је династија Минг заузела град и изградила зид око њега. У 19. веку град је освојио султан Далија, а 1999. године је у овом граду одржана последња Светска изложба у 20. веку.

## Становништво
Према процени, у граду је 2009. живело 1.086.452 становника.
| 1990.   | 2000.   | 2009.     |
| ------- | ------- | --------- |
| 730.616 | 925.221 | 1.086.452 |